# Hedwig von Rohden

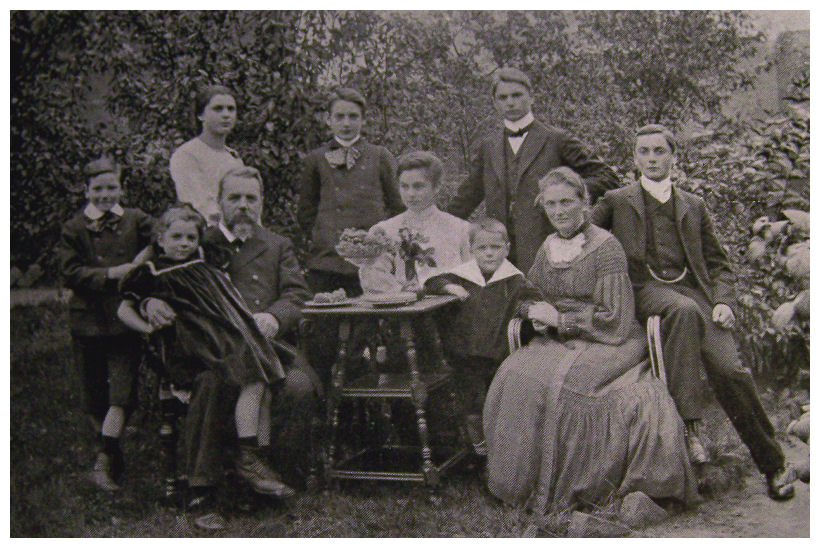
Gustav och Agnes von Rohden med sina sju barn, år 1906. Hedwig von Rohden är troligen den andra stående från vänster.

Hedwig von Rohden, född 10 december 1890 i Helsingfors i Finland, död 25 mars 1987 i Loheland, Fulda i Hessen, var en tysk gymnastiklärare, gymnastikteoretiker och medgrundare av utbildningscentret Loheland och Loheland-gymnastiken.

## Biografi
Hedwig von Rohden var dotter till författaren och den evangeliske teologen Gustav von Rohden och Agnes Dörpfeld. Gustav verkade som pastor i Helsingfors fram till hösten 1894. Där föddes fem barn: Agnes, Friedrich, Hedwig, Karl och Harald. Efter återflytten till Tyskland föddes ytterligare två barn.
Efter skolor i Verden och Düsseldorf flyttades Hedwig till en skola i Berlin och blev 1911 assistent på ett seminarium för harmonisk gymnastik i Zehlendorf. År 1912 ombads hon av Karl Friedrich Zimmer att komma till Kassel för att bli direktor för det seminarium för klassisk gymnastik som Zimmer hade grundat. Hedwig von Rohden var då lärare på Hedwig Kallmeyers skola för harmonisk gymnastik, men hon accepterade erbjudandet och flyttade till Kassel. Ett halvår senare flyttade även Louise Langgaard över från Kallmeyers skola till seminariet i Kassel. Louise Langgaard hade skolats av Bess Mensendieck i gymnastik, men även i antroposofi, vilket starkt kom att påverka seminariets inriktning.
De två, Hedwig von Rohden och Louise Langgaard, drev seminariet efter egna idéer under flera år. De inspirerades av Mensendiecks idéer, med endast kvinnliga elever. Inriktningen var gymnastik, fysioterapi, sport och dans. Målet var hälsa, styrka och skönhet. Seminariet flyttade från Kassel till Potsdam och senare till Tambach. Under första världskriget, från 1917, fick de använda slottet Bieberstein, inklusive dess tjänstefolk, för seminariets verksamhet.
Efter kriget fick de lämna slottet. Då började de söka något eget och i maj 1919 hade de hittat det som kom att bli Loheland, ett stort markområde intill Fulda, där de byggde upp jordbruk och bostäder, undervisningslokaler och elevbostäder. Eleverna arbetade på jordbruket och med hantverk. De arbetade också i de omgivande jordbruken mot betalning.
Namnet Loheland kom av Rohden – omgivningen talade om ”Rohdelands kycklingar”, vilket efter hand ändrades till Loheland, efter Langgaard. Verksamheten växte snabbt. Eleverna verkade som lärare i omgivande orter. Hedwig von Rohden startade på platsen efter hand en kennel för hundavel (Grand danois), ett väveri, ett korgmakeri, ett snickeri, en läderverkstad, ett skrädderi, ett krukmakeri och ett fotolab. Kvinnorna i Loheland blev kända för sin attityd och stil, sin karisma, sin klädsel och sin kortklippta frisyr.
Loheland var inte en vanlig bosättning, det var ett verk av kvinnor. Det var en fysisk, andlig och intellektuell helhet. Man ville vara en del av den helhet som naturen, samhället och kosmos utgjorde. En helig ö av nyskapande femininitet. Det har ofta betecknats som ”Amazonernas stat”.
De integrerande gymnastik och dans med en konst- och hantverksorienterad kultisk livsstil, och med daglig uppvisning av estetik, och den kroppskultur som var del av en moralisk skolning, men som även omfattade praktiskt arbete, odling, trädgårdsskötsel, jordbruk, kroppsarbete, keramik, vävning, matlagning, teckning, sång, hushållsarbete och nakenkultur.
Loheland, ett ”kloster” med dansande kvinnor, började bli känt och omtalat. Tidens nya danskultur skapade uppmärksamhet. År 1919 presenterade Loheland sin konst och dans på allmänna teaterscener. Publiken var entusiastisk, men recensenterna var förundrade, de visste inte hur de skulle beskriva dansen, som mest framfördes av nakna dansare. Man skrev om ”mystik och varm religiositet”, ”rörlig andlighet” och ”ung och kysk livslust”. De ledande var Eva Maria Deinhardt och Berta Müller, de dansade i München 1920, och denna Loheland-dans erbjöd publiken verklighetsflykt från tidens oroande politiska utveckling. Dansen anknöt till tidens trend, en expressionistisk fridans, där målet inte var att den skulle vara vacker. Den skulle förmedla känsla och skapa känslor hos publiken.
I Loheland uppkom efter hand visst motstånd mot konst som ett fönster mot världen eller dans för uppvisning. En ”anti-konst”. Gymnastiken, dansen, hantverket och konsten skulle vara livet i sig, ”dance-as-life cult”.
Att upprätthålla verksamheten ledde efterhand till konflikter kring inriktningen. År 1937 lämnade Hedwig von Rohden Loheland och verkade därefter som eurytmi-lärare på olika platser och utvecklade eurytmin i samarbete med Marie von Sievers. Hon bosatte sig senare i Dornach.
Louise Langgaard kunde genom inflytelserika beskyddare driva verksamheten vidare. Det blev ingen återförening mellan de två grundarna av Loheland. Louise Langgaard avled 1974, och först 1977 kom Hedwig von Rohden på återbesök till Loheland. Fem år senare flyttade hon till platsen och bodde där till sin död 1987.